# Antonio Gómezanda
Antonio Gómezanda (* 3. September 1894 in Lagos de Moreno; † 24. März 1961 in Mexiko-Stadt) war ein mexikanischer Komponist und Pianist.

## Leben
Gómezanda hatte ersten Musikunterricht in seiner Geburtsstadt und ging 1907 nach Mexiko-Stadt, um Medizin zu studieren. Er wechselte aber bald zur Musik und war Schüler von Manuel María Ponce und Julián Carrillo am Conservatorio National, das er 1912 abschloss. Er gab Konzerte in verschiedenen mexikanischen Städten und in Texas und trat auf Einladung von José Vasconcelos in Paris auf, wo er die Unterstützung des Pianisten Édouard Risler fand.
Es folgten Konzerte in Spanien, Österreich, der Tschechoslowakei, Ungarn, Italien und Deutschland, wo er als erster mexikanischer Musiker im Dresdner Beethovensaal und mit den Berliner Philharmonikern unter Richard Hagel auftrat. Nach seiner Rückkehr nach Mexiko entstanden seine bedeutendsten Kompositionen. Unter seinen mehr als dreihundert Werken findet sich neben Klavier- und Orchesterstücken auch die Musik zum Film Fantasía ranchera (1943).

## Werke
- 5 Sonatas para piano
- Kindergarden pianístico
- Fantasía Mexicana für Klavier und Orchester, 1922
- Xiuthtzquilo (Fiesta del Fuego), Ballett, 1925
- Danzas mexicanas für Klavier und Orchester
- Lagos, Poem für Orchester